# Uferentwicklung
Als Uferentwicklung eines Sees wird die zunehmende Differenzierung des Ufers über größere Zeiträume bezeichnet. Eine starke Uferentwicklung wird als ökologisches Gütemerkmal bewertet.
Als Versuch einer Quantifizierung wurde das Verhältnis der Uferlänge zum Umfang eines Kreises, dessen Fläche mit der des Sees identisch ist, vorgeschlagen.  Die Verhältniszahl sollte ein Anhaltspunkt für den Buchtenreichtum eines Sees sein und auf die Bedeutung der Uferzone hinweisen. Bei Talsperren wurden Verhältniszahlen zwischen 3 und 6 genannt, bei natürlichen Seen zwischen 1,6 und 3, was auf eine stärkere Uferentwicklung bei Talsperren schließen ließe.
Vor dem Hintergrund des fraktalen Charakters einer Uferlänge ist eine simple Längenmessung jedoch unmöglich, weshalb folglich auch die Quantifizierung der Uferentwicklung mit Hilfe der beschriebenen Verhältniszahl problematisch ist: Für ein und denselben See kann durch Erhöhung des Maßstabs die Verhältniszahl beliebig erhöht werden. Damit erlischt die ökologische Aussagekraft dieser Größe.